# Вибия Салвия Вария
Вибия Салвия Вария (на латински: Vibia Salvia Varia) е римлянка от 2 век. Произлиза от род Салвии и Вибии.
Тя се омъжва за Луций Росций Елиан Пакул (консул 187 г.), син на Луций Росций Елиан (суфектконсул 157 г.), произлизащ от Лузитания. Майка е на Луций Росций Елиан Пакул Салвий Юлиан (консул 223 г.) и на Пакула.